# Shall We Gather at the River
Shall We Gather at the River (Reunión en el Río en Latinoamérica, Y en el río nos encontraremos en España) es el segundo episodio de la segunda temporada de la serie de drama y ciencia ficción de TNT, Falling Skies, fue escrito por Bradley Thompson y David Weddle y dirigido por Greg Beeman y salió al aire el 17 de junio de 2012 en E.U., formando parte del estreno de dos horas de la nueva temporada junto con Worlds Apart.
Tom es perseguido por los recuerdos de todo el tiempo que pasó con los aliens, mientras que Pope siembra la duda entre los refugiados y el odio que Ben siente hacia los Skitters sigue en aumento.

## Argumento
Tom despierta de lo que parece ser una pesadilla con el Skitter del Ojo Rojo, mientras que Anne revisa a Tom, ella le cuenta que sus hijos han estado bien y que ahora son más fuertes que antes, también le cuenta que después del ataque a la base en Boston, los aliens atacaron y perdieron a muchos miembros, entre ellos el tío Scott y Rick, aunque no está segura si este último vive, ya que de un día a otro desapareció. También le cuenta que Ben no se parece en nada a Rick, ya que su hijo odia a los Skitters y que la piel rugosa de la espalda se sigue esparciendo.
En una revisión en un puente, Hal comenta a Margaret que las naves destruyeron o dañaron parcialmente todos los puentes de la ciudad, obligando a los sobrevivientes a quedarse del lado del río donde actualmente se encuentran, cuando una nave se acerca y Dai la derriba.
Weaver le cuenta a Tom que después del ataque a la base en Boston, fueron emboscados por los invasores y perdió a cerca de 100 hombres, también le dice que le da gusto tenerlo de vuelta, pero Tom le dice que no puede confiar en él aún, ya ni el mismo puede hacerlo. Jamil le dice a Weaver que es posible reconstruir el puente sólo para pasar los vehículos, es entonces que Ben se ofrece a recorrer el río nadando para inspeccionarlo, Weaver acepta, pero le dice que tendrá que llevar a Jimmy con él.
Hal le dice a Tom que Ben está cambiado a causa de las púas en su espalda, mientras que Tom le pide que lo mantenga vigilado, ya que no sabe lo que los aliens le hicieron mientras estuvo inconsciente en la nave; Hal le responde que está seguro que no le hará daño a nadie, pero Tom insiste en que lo haga y lo detenga de cualquier forma, mientras que su ojo izquierdo comienza a sangrar. Matt va por ayuda para su padre. Más tarde, Matt le pregunta a Hal si cree que su padre es capaz de hacerles daño, ya que había esciuchado la conversación que tuvieron.
Anne encuentra una especie de parásito en la córnea de Tom y después de algunas dificultades logra extraerlo. Weaver y Jamil piensan que es algún tipo de localizador, pero Anne les dice que si ese fuera el caso, los Skitters habrían llegado hacía días a la base. Tom cree que se trata de algo para poder controlar su mente y pide que lo mantengan vigilado e inmovilizado, Anne se niega pero Tom le pide que se olvide de sus sentimientos esta vez y lo haga, Weaver accede a atarlo hasta que puedan cruzar el río. Matt se niega a ver a su padre y Pope vuelve a comentarle a Weaver sobre lo que le extrajeron a Tom y repentina aparición, Weaver le pide que se vaya antes de que lo tome prisionero nuevamente.
En la misión de reconocimiento, Ben encuentra una base para las naves y los Mechs y comienza a fotografiarlos. Más tarde, Ben le dice a Tom que su secreto para no ser controlado por los Skitters es el odio que siente hacia ellos por haberlo convertido en un fenómeno, Tom le dice que no es un fenómeno mientras que Ben le muestra su espalda, donde claramente se aprecia que la piel rugosa ha ganado terreno. Tom le dice que también odia a los Skitters, pero si el odio es lo único que le queda, entonces sí lo cambiaron y le dice que lo que lo mantuvo vivo en realidad, fue el amor por su familia. Más tarde, Ben muestra Weaver las fotografías que tomó en el río. Weaver ordena que la base sea destruida.
Margaret y Hal discuten la forma en que los Skitters se reproducen, la cual termina en un claro coqueteo entre ambos, mientras que Lourdes y Jamil platican de la vida pasada de este y después se besan, Hal los ve y pide a Matt que cuide a su padre, pero Matt se rehúsa aunque termina haciéndolo, mostrándose distante con Tom. Lourdes sube al camión médico y se ve que el parásito extraído a Tom logra escapar del frasco contenedor donde había sido depositado y su por el brazo de Lourdes hasta que despliega sus alas y sale volando sin ser visto.
Maggie, Ben, Hal y Dai llegan con los explosivos para hacer volar la base en el río, mientras que el resto de la 2nd Mass reconstruye el puente para poder cruzar y Tom le dice a Matt que nunca haría algo que lo lastimara. Matt le pregunta si está seguro que el parásito no le hizo nada que pudiera cambiarlo, a lo que Tom responde que no está seguro de la respuesta.
Dai derriba la estructura mientras que las naves atacan a quienes se encuentran en el puente. Pope le dice a Weaver que un grupo de Mechs y Skitters se aproxima, mientras que el camión médico se atasca al intentar pasar y Tom pide a Matt que los desate para ayudar; finalmente, Matt libera a Tom y éste sale a dispararle a los Mechs y Skitters, sin embargo, un Skitter lograr acercarse hasta donde se encuentra él pero es derribado por Matt, quien comienza a dispararle. Un nuevo grupo de invasores se aproxima al tiempo que todos cruzan al otro lado, con excepción de Tom, que sigue disparando; cuando se dirige hacia ellos, Pope le quita el control de los explosivos a Jamil y hace volar el puente y a Tom.
Matt se siente culpable por cómo se comportó con Tom en el camión y le cuenta a Hal; Pope se acerca a ellos para disculparse por la muerte de Tom, sin embargo, Hal lo golpea y le dice que vio la oportunidad perfecta de acabar con su padre; para sorpresa de todos, Tom sale del río a salvo.
Maggie llega con la noticia de haber visto un aeropuerto en las cercanías y Weaver indica que quiere digirse allí. Lourdes descubre que el parásito escapó, al tiempo que éste llega a donde se encuentra el Skitter del Ojo Rojo.

## Elenco
| - Noah Wyle como Tom Mason. - Moon Bloodgood como Anne Glass. - Drew Roy como Hal Mason. - Connor Jessup como Ben Mason. - Maxim Knight como Matt Mason. - Seychelle Gabriel como Lourdes Delgado. - Peter Shinkoda como Dai. - Sarah Sanguin Carter como Maggie. - Mpho Koahu como Anthony. - Colin Cunningham como John Pope. - Will Patton como Capitán Weaver. | - Dylan Authors como Jimmy Boland. - Luciana Carro como Crazy Lee. - Ryan Robbins como Tector. - Brandon Jay McLaren como Jamil Dexter. |

## Recepción del público
En Estados Unidos, el estreno de dos horas de la segunda temporada de Falling Skies fue visto por una audiencia estimada de 4.46 millones de hogares, de acuerdo con Nielsen Media Research, lo que significa una baja respecto del final de la primera temporada, que fue de 5.6 millones, lo que representa una baja de más de 1.2 millones de seguidores.